# Paul Guldin

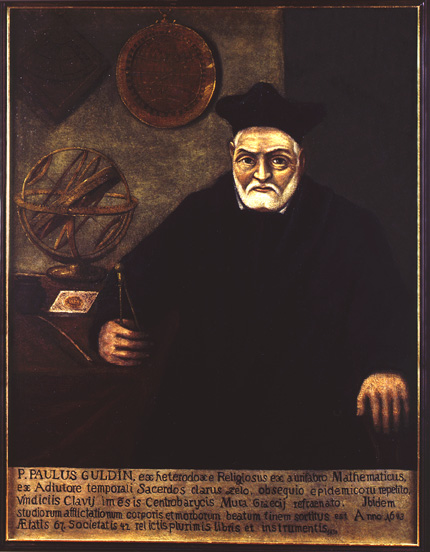
Paul Guldin

Paul Guldin, ursprünglich Habakuk Guldin (* 12. Juni 1577 in Mels; † 3. November 1643 in Graz), war ein Schweizer Astronom und Professor für Mathematik in Graz und Wien.
Guldin lernte zuerst die Goldschmiedekunst. Er war protestantisch getauft, trat 1597 zum Katholizismus über und nahm dabei den Vornamen Paul an. Kurz darauf trat er in München in den Jesuitenorden ein. Dort erkannte man sein Talent für Mathematik und sandte ihn zur weiteren Ausbildung nach Rom. Anschließend lehrte er in Rom, Wien und Graz.
Sein grösstes Werk Centrobaryea erschien in vier Büchern 1635, 1640 und 1641 in Wien und enthält auch die zentrobarische Regel bzw. baryzentrischen Regeln, heute guldinsche Regeln genannt, mit denen man Volumen und Oberflächen von Rotationskörpern berechnen kann. Diese Regeln wurden allerdings schon ca. 300 n. Chr. von Pappos von Alexandria in seinem mathematischen Lehrbuch beschrieben, so dass es sich hier um eine Wiederentdeckung handelt.
Guldins etwa 300 Bände umfassende Privat-Bibliothek ist heute im Besitz der Universitätsbibliothek Graz.